# Día de Ciro el Grande
El Día de Ciro el Grande (en persa: روز کوروش بزرگ‎, romanizado: ruz-e kuroš-e bozorgen) es una fiesta iraní no oficial que tiene lugar el séptimo día de Abán, el octavo mes del calendario solar Hijri (29 de octubre en el calendario gregoriano), para conmemorar a Ciro el Grande, el fundador del antiguo Imperio Persa Aqueménida.
La fiesta consiste principalmente en concentraciones en la tumba de Ciro en Pasargada, provincia de Fars. En octubre de 2021, la policía iraní prohibió la visita al mausoleo.

## Historia de la celebración
El Día de Ciro el Grande es una tradición inventada que se introdujo a principios de la década de 2000 en Internet y en las redes sociales. Según algunos registros históricos, el 29 de octubre fue el día en que Ciro entró en Babilonia después de que el Imperio neobabilónico cayera ante los persas aqueménidas en la batalla de Opis. Los nacionalistas y monárquicos iraníes celebran esta fiesta para rendir homenaje a la historia preislámica de Irán.
Las celebraciones no son oficiales y la fiesta no está designada en ningún calendario oficial, ni en los calendarios iraníes ni en los de la UNESCO. Se han hecho llamamientos para que el gobierno iraní reconozca el día a nivel oficial. En 2017, Bahram Parsaei, representante del distrito electoral de Shiraz en el parlamento iraní, expresó abiertamente la demanda de que el Estado reconozca y observe la fiesta.

## Revuelta de 2016

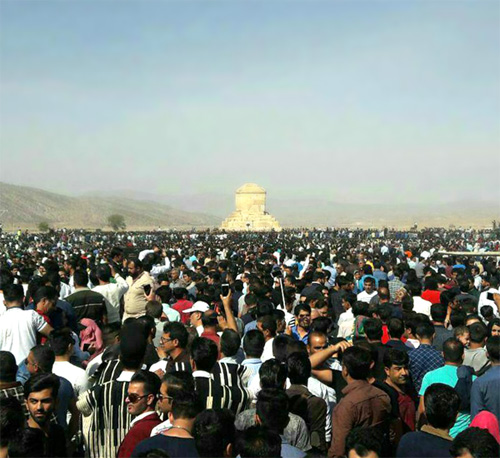
Reuniones en Pasargada el 28 de octubre de 2016

En 2016, la festividad tuvo lugar el 28 de octubre (debido a la superposición de años bisiestos en los calendarios iraní y gregoriano) y cayó en viernes (día oficial del fin de semana en Irán debido a su significado islámico). En consecuencia, la tumba de Ciro en Pasargada atrajo a miles de personas de todo el país que celebraron el día y corearon consignas nacionalistas. Nómadas, miembros de tribus y minorías étnicas, incluidos kurdos y árabes iraníes, asistieron a las celebraciones con sus trajes étnicos tradicionales. La asistencia no tuvo precedentes, según los espectadores, y en las carreteras que conducen a la tumba se produjo un gran atasco.
Una estimación no oficial de 2017 sitúa la cifra de asistencia entre 15.000 y 20.000 personas.

### Protestas
Las concentraciones acabaron convirtiéndose en protestas contra la teocracia islámica en el poder. Los manifestantes iraníes coreaban "No a Gaza, no a Palestina, ¡sólo nos sacrificaremos por Irán!","Irán es nuestra patria; Ciro es nuestro padre", y "El gobierno clerical sólo es sinónimo de tiranía, sólo de guerra", así como "La libertad de pensamiento no puede tener lugar con barbas", fueron algunos de los lemas de los vídeos amateur que se hicieron virales en las redes sociales.
Según Reuters, los manifestantes gritaron eslóganes antiárabes y pro-Shah. Un funcionario judicial dijo que los organizadores del evento fueron detenidos.

## Medidas severas del gobierno en 2017
En octubre de 2017, las autoridades locales del Ministerio de Patrimonio Cultural, Artesanía y Turismo de la provincia de Fars publicaron y difundieron en las redes sociales un comunicado oficial en el que declaraban que la tumba de Ciro estaría cerrada al público iraní entre el 27 y el 30 de octubre de 2017. Sin embargo, el director del ministerio negó oficialmente que se estuviera planeando el cierre de la tumba en los días previos a la festividad.
Posteriormente, todas las carreteras que conducen al condado de Pasargad fueron cerradas por las autoridades iraníes, que adujeron "obras en curso" como motivo del cierre. Se levantaron vallas alrededor del mausoleo de Pasargada y se estacionaron tropas paramilitares Basij en la región para realizar un simulacro. El portavoz del poder judicial iraní declaró que el Ministerio de Inteligencia había desbaratado los planes de la "reunión ilegal" del Día de Ciro el Grande.